# ベルメスの顔

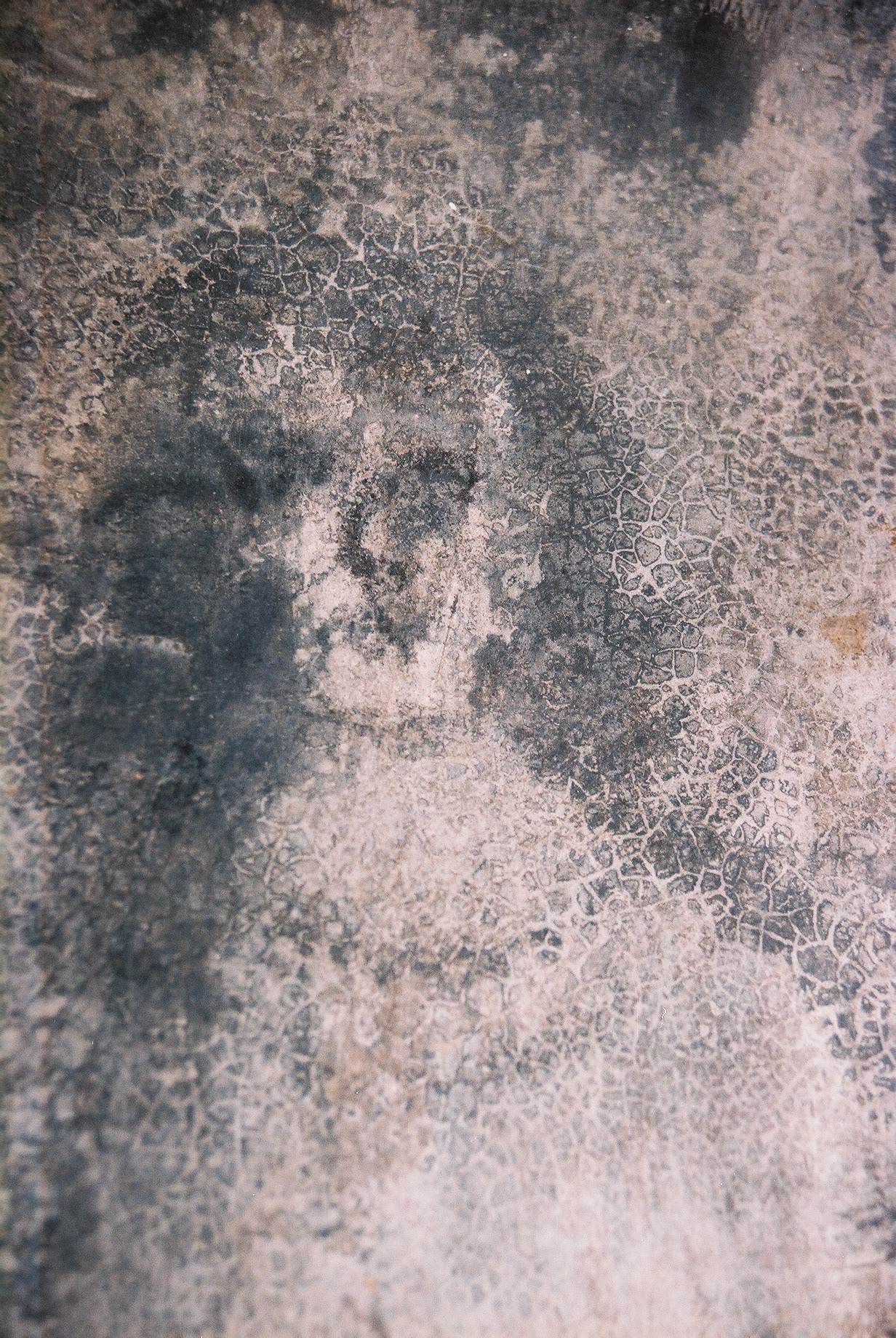
ベルメスの顔

ベルメスの顔（ベルメスのかお、Caras de Bélmez）は、スペインアンダルシーア州ハエン県のベルメス・デ・ラ・モラレーダの民家で発生した現象。その家のコンクリート床に、顔のような染みが浮かび上がるというものである。

## 概要
1971年8月23日、自宅にいたマリア・ゴメス夫人は、床に顔のような染みを発見した。これを夫と息子に伝えると、すぐに破壊されて新しい床に替えられた。しかし、その後も顔は浮かび上がり続け、噂が広まると市長は破壊を禁じ、調査のために破壊されたコンクリートを採取した。事件は大きく報道され、徐々に多くの観光客が集まるようになった。
以来、その顔は全く異なった男女の表情に変わり続け、壁にも複数現れるようになった。この現象は調査しても、一向に原因究明されない怪奇現象だと言われているが、懐疑派による徹底した調査によれば、塗料の存在や薬品への耐性などが行われ、実際に同じ現象が発生するかどうかを再現した実験も行われた。そこで、コンクリートから採取された成分にはいくつかの薬剤（酢酸やセメント等）の使用が疑われ、これらが紫外線によって変色したという報告がある。これらの検証により、いたずらである可能性が高いとされた。

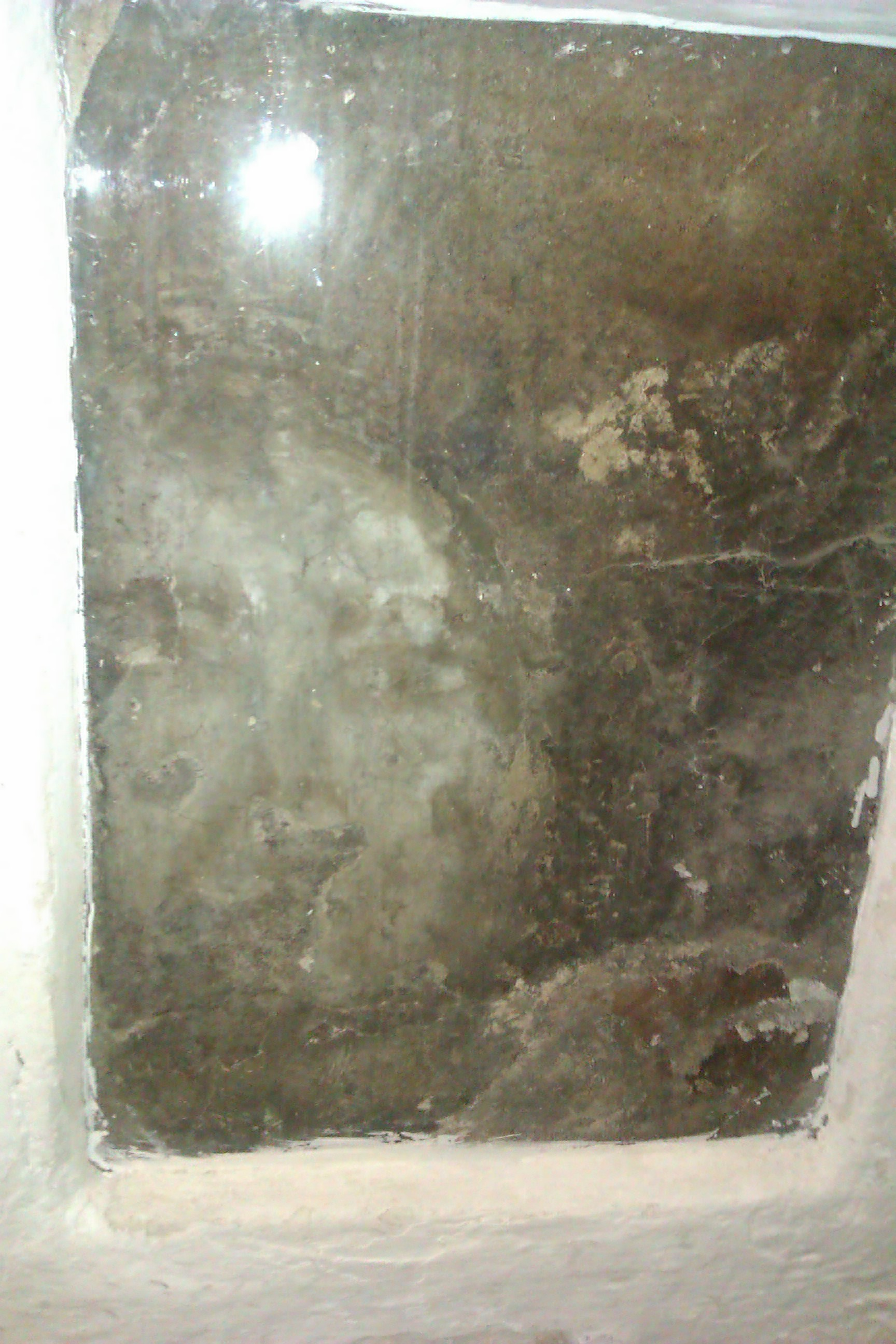
2012年に撮影されたベルメスの顔。現在は壁に埋め込まれガラスの中に保管されている。

その後、2004年2月にマリア・ゴメスが死去。この時、超心理学研究協会は「染みは霊体によるものである」と主張し、関連性のあるマリアの生家を調べると、その家の床にも顔が浮かび上がっていた。これについても各新聞社によって、観光客を呼ぶために作られた偽物であると批判があり、制作方法についての暴露本まで出版されている。
現在も怪奇現象信者と懐疑派の間では議論が行われており、家はスペインに現存している。